# Museum für Naturwissenschaften

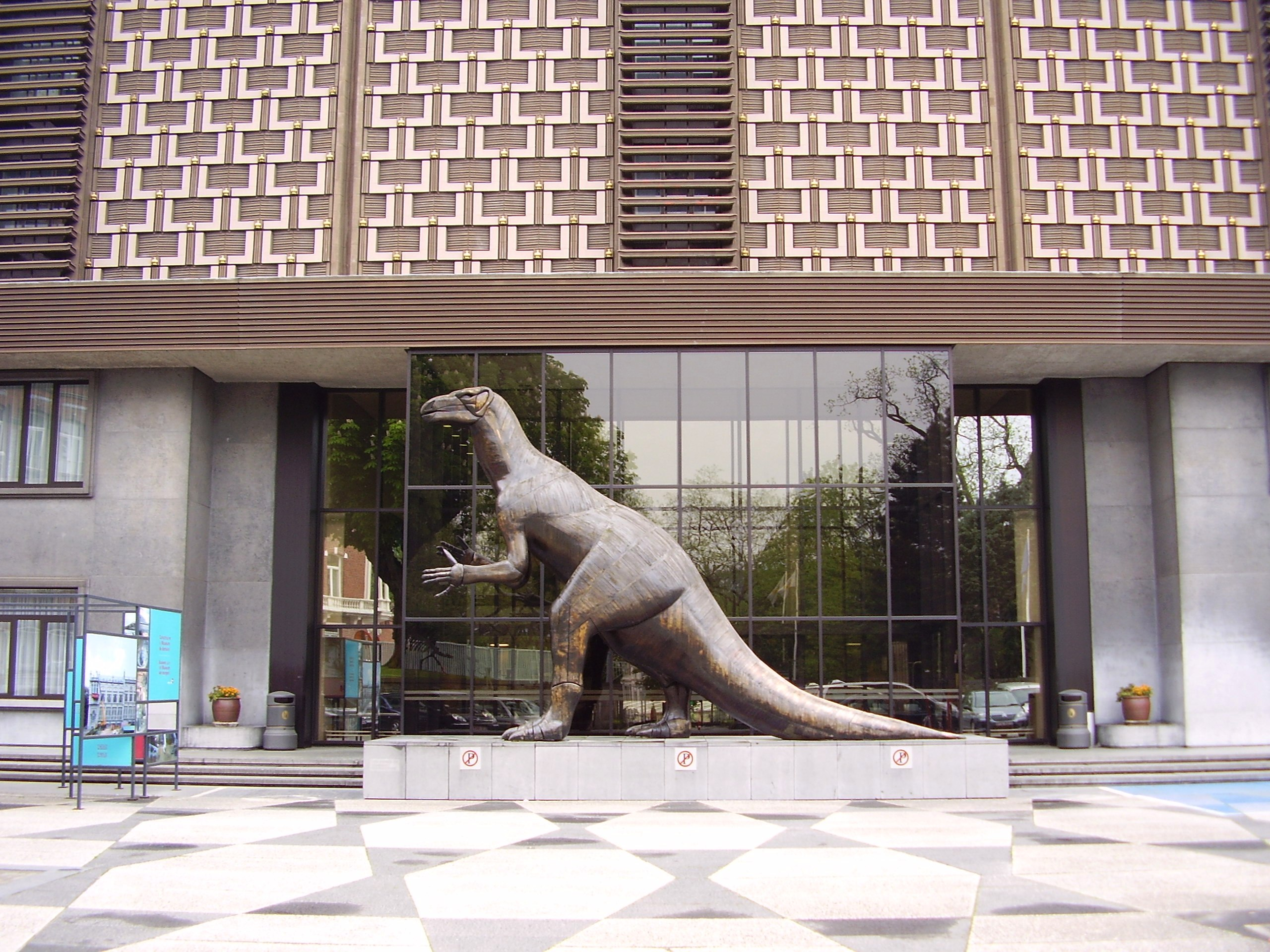
Eingang

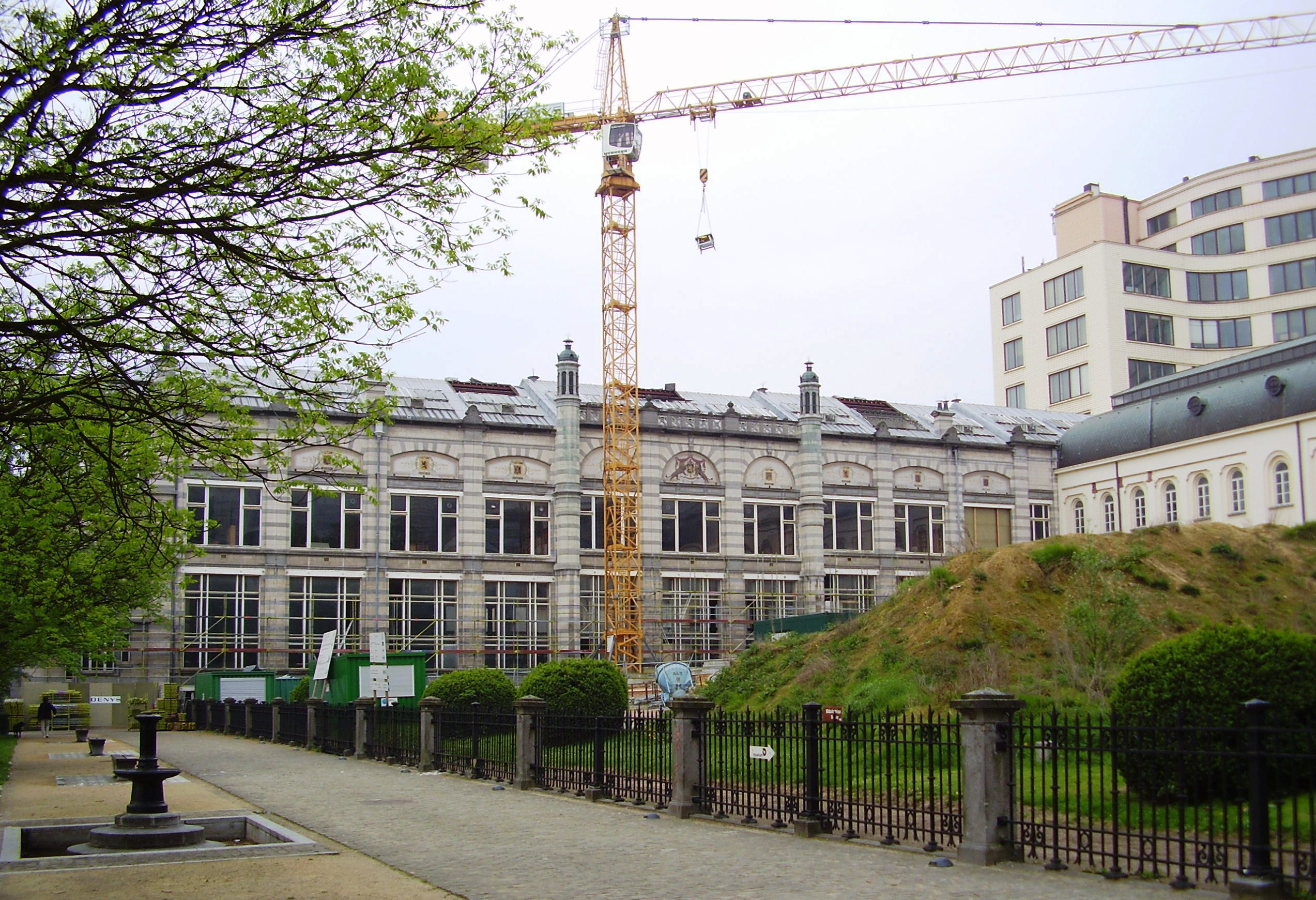
Innenhof

Das Museum für Naturwissenschaften (niederländisch Museum voor Natuurwetenschappen, französisch Muséum des sciences naturelles de Belgique) ist ein Naturkundemuseum und zugleich Forschungsinstitut im Parc Léopold in Brüssel. Es gehört zum Königlich-Belgischen Institut für Naturwissenschaften (Kürzel RBINS für Royal Belgian Institute of Natural Sciences, niederländisch: Koninklijk Belgisch Instituut voor Natuurwetenschappen (KBIN), französisch Institut royal des Sciences naturelles de Belgique (IRSNB)) und stellt einen Teil der Sammlung des Instituts aus, die insgesamt 37 Millionen Stücke umfasst. 
Das Museum ist eines der größten Naturkundemuseen Europas. Es wurde 1846 gegründet, wobei die Sammlungen bis auf die des Fürsten Karl Alexander von Lothringen vom Ende des 18. Jahrhunderts zurückgehen. 1889 bis 1891 zog es in ein ehemaliges Kloster im Parc Léopold, doch schon bald waren Erweiterungen nötig. Der Südflügel entstand 1898 bis 1905 (Architekt Charles-Émile Janlet). 1950 erfolgten weitere Anbauten.
Im Museum finden sich unter anderem die berühmten Iguanodon-Funde von Bernissart, die ab 1878 ausgegraben wurden und die Louis Dollo präparierte. Außerdem sind Skelette von Tyrannosaurus rex, Diplodocus, Velociraptor, Eoraptor, Olorotitan, Triceratops und Cryolophosaurus ausgestellt. Das Museum hat ein Aquarium.
Dem Museum ist eine umfangreiche Bibliothek angeschlossen mit 650.000 Bänden und 7.000 Zeitschriftenreihen.